# Fusil automático Modelo 1917
El fusil automático Modelo 1917 (Fusil Automatique Modèle 1917 en francés, o RSC M1917) era un fusil semiautomático acccionado por gas que entró en servicio con el Ejército francés en 1918, durante las últimas etapas de la Primera Guerra Mundial. Disparaba la munición estándar 8 x 50 R Lebel, cartucho con pestaña empleado por otras armas de infantería del ejército francés de la época. En total, la MAT (Manufacture d'Armes de Tulle) fabricó 86000 fusiles Modèle 1917 cuando su producción cesó a fines de noviembre de 1918. Sin embargo, muy pocos fusiles han sobrevivido en estado funcional yson artículos de colección muy buscados.[cita requerida]

## Historia y desarrollo
La adopción del Modelo 1917 se remonta a los primeros intentos del ejército francés de reemplazar sus fusiles Lebel con modelos semiautomáticos más modernos en los años previos al inicio de la Primera Guerra Mundial. En 1913, se eligió un fusil semiautomático para ser adoptado como el reemplazo de los fusiles Lebel y Berthier en el inventario del ejército. En 1910, se adoptó temporalmente el fusil semiautomático Meunier accionado por retroceso largo como reemplazo del Lebel. Tuvieron lugar considerables retrasos en la elección final de su munición, que resultó ser un potente cartucho sin pestaña específico, el 7 x 57 Meunier. En 1916 solamente se habían fabricado 1013 fusiles Meunier de los que unos 300 fueron enviados para pruebas de campo en las trincheras. Los fusiles tuvieron una buena acogida, pero su cartucho especial era una gran desventaja.
El RSC M1917 (acrónimo de Ribeyrolles, Sutter y Chauchat) fue formalmente adoptado en mayo de 1916 y para noviembre de 1918 se había fabricado en gran cantidad (86000). Era menos costoso de fabricar que el Meunier, ya que tenía piezas estándar del fusil Lebel, especialmente el cañón, la culata, el guardamanos, las abrazaderas y el guardamonte y, sobre todo, empleaba el cartucho estándar 8 x 50 Lebel, que era cargado mediante peines en bloque especiales de 5 cartuchos. El RSC M1917 era accionado por los gases del disparo y tenía cerrojo rotativo, con la toma del  cilindro de gases situada debajo del cañón y cerca de su boca, como en el posterior fusil M1 Garand. El Modelo 1917 fue ampliamente distribuido entre la infantería francesa durante 1918. Sin embargo, en la tropa, no tuvo demasiada aceptación; era muy pesado, muy largo y difícil de utilizar y mantener en las trincheras. El punto débil de este fusil era el tamaño de la toma del cilindro de gases ubicado debajo del cañón; debido a su muy pequeño diámetro interno, la toma solía ensuciarse con el hollín de los gases del disparo, haciendo que el retroceso del cerrojo sea cada vez más débil durante un uso prolongado. Por eso la toma de gases debía limpiarse con frecuencia (cada 100 disparos aproximadamente), lo cual se llevaba a cabo después de desatornillar el gran tornillo de latón ubicado debajo de la boca del cañón. Además, el peine en bloque especial para el Modelo 1917 no era particularmente resistente.
Después de una sustancial mejora, el fusil automático Modelo 1918 fue adoptado en ese mismo año como un fusil pensado para reemplazar a todos los demás fusiles a partir de 1919. Era más corto y ligero que el Modelo 1917, corrigiendo todas sus desventajas. Por ejemplo, el Modelo 1918 empleaba el peine en bloque de 5 cartuchos Berthier estándar, en lugar del peine específico del Modelo 1917. Se simplificó la toma de gases del cilindro, siendo más sencilla de acceder y mantener limpia. Además, se le instaló en el lado derecho del cajón de mecanismos un mecanismo que mantenía abierto el cerrojo cuando se disparaba el último cartucho del peine. Las pruebas de disparo también demostraron que el Modelo 1918 era más preciso que el fusil Lebel y el Modelo 1917. La producción del Modelo 1918 no empezó sino hasta noviembre de 1918 en la MAS (Manufacture d'armes de Saint-Étienne). De ellos, solamente se fabricaron 4000, la mayoría de éstos en 1919 y muchos fueron probados en combate en Marruecos, durante la guerra del Rif, donde "fueron completamente satisfactorios".

## Ejemplares sobrevivientes
El Musée de l'Armée en Los Inválidos, París, expone al Modelo 1917 y al fusil Meunier como parte sus exhibiciones permanentes de armas, uniformes y equipos de la Primera Guerra Mundial. En Estados Unidos, el Museo de Armamento del Ejército de los Estados Unidos, el Museo de la Academia Militar en West Point y el Museo de la NRA exhiben ejemplares del Modelo 1917. El más escaso Modelo 1918 no está expuesto en ningún museo público de Europa o Estados Unidos.[cita requerida]

## Usuarios
- Francia
- Alemania nazi: Fue suministrado a unidades del Volkssturm. Su designación alemana era Selbstlade-Gewehr 310(f).[1]